# Maurice Fernez

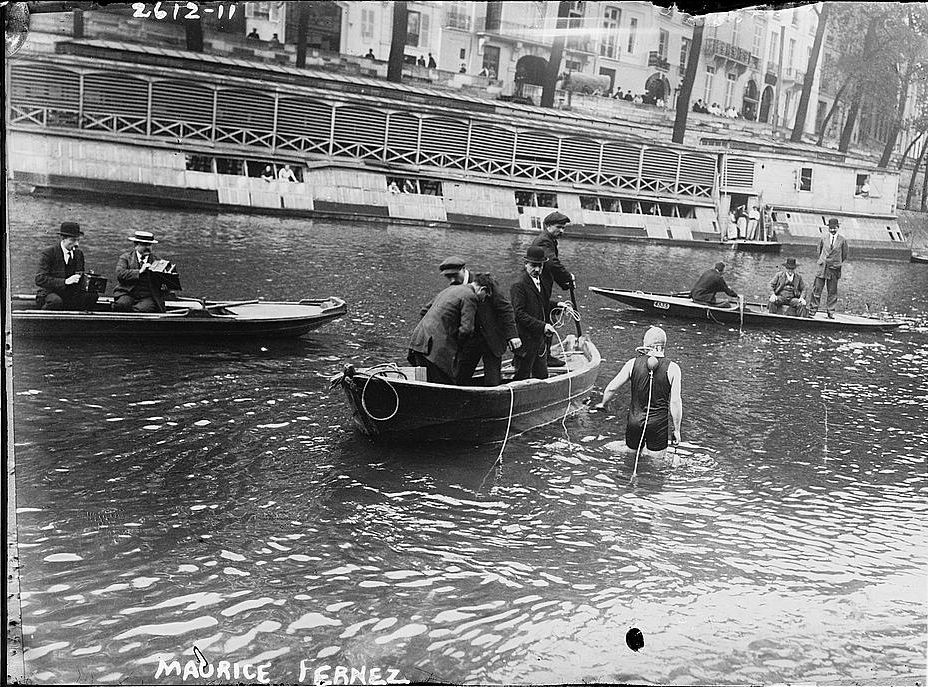
Fernez führt seinen Tauchapparat 1912 in Paris in der Seine vor

Maurice Fernez (* 30. August 1885; † 31. Januar 1952 in Alfortville) war ein französischer Ingenieur, Erfinder und Fabrikant. Er war Anfang des 20. Jahrhunderts Pionier auf dem Gebiet der Atmung unter Wasser und der Gasmasken. Fernez' Innovationen halfen, das Gerätetauchen bedeutend weiterzuentwickeln.

## Leben
In seiner Kindheit wurde Fernez beim Spielen ins Wasser geworfen, was zu einem Barotrauma und einer Fußverletzung führte, die ihn sein ganzes Leben hinken ließ. Dieser Unfall veranlasste ihn dazu, ein Gerät zu entwickeln, das es einem Menschen ermöglicht, einige Minuten unter Wasser zu atmen. Es sollte ein Gerät werden, das im Gegensatz zu den damals üblichen Helmtauchgeräten leicht, einfach und schnell einsatzbereit ist.

## Erfindungen und Experimente
1905 begann Fernez mit seinen Experimenten. Seine erste Erfindung war ein Gummiballon, aus dem Luft ein- und ausgeatmet werden konnte und der durch eine Röhre mit dem Mund des Tauchers verbunden war. Es stellte sich aber schnell heraus, dass der unkomprimierte Atemgasvorrat viel zu gering ist.
Die nächste Erfindung bestand aus einem oberflächenversorgten Tauchsystem. Es bestand aus einem flexiblen Schlauch, einem einfachen Atemregler und einem entenschnabel-ähnelnden Mundstück. Obwohl das Atmen wegen des mit der Tiefe zunehmenden Wasserdrucks nur bis in wenige Meter Tiefe möglich war, meldete Fernez am 14. Mai 1912 ein Patent auf diese Erfindung an. Im gleichen Jahr ergänze er dieses System mit einer – damals für Reifen genutzten – Luftpumpe der Firma Michelin. Dies ermöglichte es, den Druck des Atemgases so weit zu erhöhen, dass es auch in größerer Wassertiefe eingeatmet werden kann. Dieses System wurde Fernez Modell 1 genannt und im Sommer 1912 in der Seine bei Alfortville mehrfach getestet. Nach einem 58-minütigem Tauchgang in eine Tiefe von 6 Metern war er aufgrund der Kälte gezwungen, aufzutauchen. Am 20. August 1912 demonstrierte die Funktion des Fernez Modell 1-System Behördenvertretern, durch einen Tauchgang zwischen den Seine-Brücken von Sully und Marie in Paris.
Am 27. Oktober 1912 organisierte die französische Lebensrettungsgesellschaft Tests in einem Schwimmbecken, bei dem ein Freiwilliger namens Sigismond Bouyer mit dem System von Fernez für 35 Minuten abtauchte. Eingesetzt wurde das mit einer leistungsfähigeren Pumpe und einem längeren Schlauch weiter entwickelte Fernez Modell 2. Bouyer gab nach dem Tauchgang zu Protokoll, dass er sich unter Wasser wohl gefühlt und normal geatmet habe.
1923 gewann Fernez eine Goldmedaille auf der Exposition Pasteur (eine Messe in Paris). Seine Tauchausrüstung wurde im Dezember auf der Exposition de Physique et de Télégraphie Sans Fil in Paris der Öffentlichkeit vorgestellt.
Ferner meldete Fernez auch Patente für eine Nasenklammer, eine Schwimmbrille sowie das von ihm erfundene Mundstück an.

## Zusammenarbeit mit Yves Le Prieur
1925 präsentierte Fernez sein Tauchsystem mit Yves Le Prieur während der Industrial and Technical Exhibition. Le Prieur schlug vor, gemeinsam mit Fernez ein Konzept für ein autonomes Atemgerät zu entwickeln. Der Schlauch sollte durch eine Druckluftflasche ersetzt werden. 1926 präsentierten Le Prieur und Fernez das neue gemeinsam entwickelte Drucklufttauchgerät. Das Gerät arbeitete mit einem kontinuierlichen Luftstrom, und der Druck konnte dank eines von Le Prieur entwickelten Druckminderers von Hand eingestellt wenden. Der Taucher trug die Druckluftflasche auf dem Rücken mit sich. Dies war das erste einsatzfähige Tauchgerät, das es einem Taucher erlaubte, unabhängig von der Oberfläche zu tauchen. Dieses Gerät wird heute oft als Appareil Fernez-Le Prieur (= Fernez-Le Prieur-Apparat) bezeichnet.
Am 6. August 1926 demonstrierten Fernez und Le Prieur ihr neues Tauchgerät im Piscine des Tourelles-Schwimmbad in Paris, der französischen Marine. 1933 kombinierte Le Prieur drei Patente von Fernez (Schwimmbrille, Nasenklammer und Mundstück) und erfand die erste Vollgesichtsmaske. Fernez wird in diesem Patent als Co-Erfinder genannt. Diese Maske wird heute als Appareil Le Prieur (= Le Prieur-Apparat) bezeichnet.

## Unternehmensgründung
1912 gründete Fernez ein Unternehmen für die Massenproduktion von Tauchausrüstung. Größter Kunde war die französische Marine. Über die Jahre verlagerte sich die Unternehmenstätigkeiten immer mehr zu Schutzausrüstung und Gasmasken. Das Unternehmen wurde nach Fernez Tod von seinen Kindern Alice und André bis 1997 weitergeführt. Danach wurde es Teil der Bacou-Gruppe, welche ihrerseits von Sperian Protection übernommen wurde und seit 2010 zum amerikanischen Honeywell-International-Konzern gehört.